# Arachniodes macrostegia
Arachniodes macrostegia là một loài thực vật có mạch trong họ Dryopteridaceae. Loài này được (Hook.) R.M. Tryon & D.S. Conant miêu tả khoa học đầu tiên năm 1975.